# 아나톨리 베데르니코프
아나톨리 이바노비치 베데르니코프(Anatolii Ivanovich Vedernikov, Анатолий Иванович Ведерников, 1920년 5월 3일 ~ 1993년 7월 29일)는 중국 하얼빈에서 출생한 소비에트 연방과 러시아의 피아노 연주자 겸 음악교육가이다.
중국 헤이룽장성 하얼빈에 거주하던 러시아인 부모 사이에서 출생한 그는 1926년부터 피아노를 배우기 시작하여 1930년 중화민국 만저우 지방 헤이룽장성 하얼빈에서 피아노 연주자로 첫 데뷔했고 1933년 만주국 헤이룽장성 하얼빈 고등음악학원을 수석 졸업하고 1935년 일본 도쿄로 건너갔다가 이듬해 1936년 소련 모스크바주 모스크바로 귀국하였으며 이후 모스크바 음악원을 졸업하였다. 그러나 제2차 세계 대전 말기에 아버지가 공안범으로 소련 형사 재판에 회부된 후 총살형에 처해지고 이로 인한 연좌로 인하여 어머니와도 생이별을 하는 등 청년 시기에는 지극히 불운하기 짝이 없는 사생활을 맛보았다. 그러나 그 시절의 불운은 훗날에 그가 지적이고 탁월한 고전음악연주예술가가 되는 데 자양분이 되었으며 폭넓은 음악 연주 해석과 견고한 레퍼토리 표현의 일취월장(日就月將)에도 큰 영향을 주었다.
음악 교육가로써 후진 양성에도 활약을 한 그는 1991년 12월 26일 소비에트 연방 붕괴와 러시아 사회주의공화국 창건을 목도하였으며 1993년 3월 10일 일생에서의 마지막 공연을 남기고 4개월 후 1993년 7월 29일 사망했는데 사망시 그는 일본 공연을 4개월 앞두고 있었다.